# Christiane Lénier
Christiane Lénier, née le 2 novembre 1926 à Paris et morte le 16 août 1989 à Sens, est une actrice française. Elle a été l'épouse de Michel Vitold.

## Filmographie

### Cinéma
- 1949 : Au royaume des cieux de Julien Duvivier
- 1949 : Un homme marche dans la ville de Marcel Pagliero
- 1951 : Sous le ciel de Paris de Julien Duvivier
- 1951 : Musique en tête de Georges Combret et Claude Orval
- 1951 : Le Banquet des fraudeurs de Henri Storck
- 1952 : Rayés des vivants de Maurice Cloche
- 1952 : Le Chemin de Damas de Max Glass
- 1954 : La Soupe à la grimace de Jean Sacha
- 1967 : La Religieuse de Jacques Rivette

### Télévision
- 1956 : Sainte-Jeanne de Claude Loursais
- 1957 : L'Inconnue de Berlin (épisode 7 des Énigmes de l'histoire) de Stellio Lorenzi
- 1966 : La Caméra explore le temps : les Cathares (épisodes 37 et 38 de La caméra explore le temps) de Stellio Lorenzi
- 1966 : Plainte contre X de Philippe Ducrest
- 1967 : Pitchi-Poï ou La parole donnée de François Billetdoux et Guy Casaril
- 1980 : La vie de Pierre de Coubertin de Pierre Cardinal

## Théâtre
- 1948 : Shéhérazade de Jules Supervielle, mise en scène de Jean Vilar - Cour d'Honneur du Palais des Papes (Avignon)
- 1948 : La Mort de Danton de Georg Büchner, mise en scène de Jean Vilar - Cour d'Honneur du Palais des Papes (Avignon)
- 1948 : La Tragédie du roi Richard II de William Shakespeare, mise en scène de Jean Vilar - Cour d'Honneur du Palais des Papes (Avignon)
- 1951 : Tapage nocturne de Marc-Gilbert Sauvajon, mise en scène de Jean Wall - Théâtre Édouard VII (Paris)
- 1954 : La Bande à Bonnot de Henri-François Rey, mise en scène de Michel de Ré - Théâtre du Quartier Latin (Paris)
- 1955 : Le Ping-pong d'Arthur Adamov, mise en scène de Jacques Mauclair - Théâtre des Noctambules (Paris)
- 1966 : Bérénice de Racine, mise en scène de Roger Planchon - Théâtre de la Cité de Villeurbanne